# (21108) 1992 QT
1992 كيو تي (ويعرف أيضًا باسم (21108) 1992 كيو تي وفق تسمية الكوكب الصغير) (بالإنجليزية: 1992 QT)‏ هو كويكب ضمن حزام الكويكبات؛ وترتيبه 21108 من حيث الاكتشاف.
اكتُشف هذا الجُرم الفلكي بواسطة اليانور إف. هيلين في 31 أغسطس 1992.

## وصلات خارجية
- (21108) 1992 QT في قاعدة بيانات مختبر الدفع النفاث لأجرام النظام الشمسي الصغيرة

- الاكتشاف · مخطط المدار ·  العناصر المدارية · المعلمات المادية

- (21108) 1992 QT على موقع ويكي سكاي: DSS2, SDSS, GALEX, IRAS, Hydrogen α, X-Ray, Astrophoto, Sky Map, Articles and images